# Вечер богатырства киевского
«Вечер богатырства киевского» (другое название — «Русский богатырский эпос. Как перевелись богатыри на Руси» и «Как перевелись богатыри на Руси») — картина российского художника Николая Рериха, созданная в 1896 году (сайт «Музеи России» датирует её 1897 годом). Сюжет картины завершает древний киевский богатырский эпос. Находится в коллекции Музея-усадьбы Н. К. Рериха в Изваре.
По мнению директора Музея-усадьбы Н. К. Рериха Ольги Черкасовой, на первый взгляд, картина Рериха посвящена былинному эпосу и истории Киевской Руси, но на самом деле волновавшая художника тема связана не только с эпизодами истории Русского государства, но и с его духовными традициями. Основой их была вера. Постижение традиций соединялось у молодого художника с собственными поисками смысла жизни и творчества. Русский искусствовед и художник Сергей Эрнст в книге, посвящённой творчеству Н. К. Рериха, обращал внимание на значение этой картины юного Рериха и парной к ней картины «Утро богатырства киевского», созданных в Изваре в 1895 и 1896 годах. Он считал диптих показательным для этого периода творчества художника, как и сами образы богатырей.

## История создания и судьба картины
В 1893 году Рерих поступил на юридический факультет Санкт-Петербургского университета и одновременно в Императорскую Академию художеств. В усадьбе в Изваре, которая принадлежала семье художника, старый птичник в связи с этим был переделан в мастерскую Николая Рериха. Сохранилась фотографии, на которой Рерих запечатлён среди волчьих и рысьих шкур в этом помещении. По другой версии, мастерская была оборудована в самом здании господского дома — на втором этаже в комнате мезонина, где постоянно жил юноша. Торцы мезонина представляли собой ступенчатые щипцы с башенками, на которых крепились флюгера. В 1897 году в письме к художественному критику Владимиру Стасову художник сделал рисунок, изображающий мезонин изварского дома, и написал на полях рисунка: «Моя комната, там работаю». В настоящее время именно в этом помещении усадьбы-музея и находится картина «Вечер богатырства киевского». Извара стала любимым местом работы юного художника.

### Русский былинный эпос в творчестве Рериха к середине 90-х годов
Сергей Эрнст отмечал, что после поступления в Императорскую Академию художеств Рерих наряду с работами по учебной программе активно стал разрабатывать в своих произведениях тему истории Родины. Она отразилась в таких его ранних работах маслом, как «Плач Ярославны», «Иван-царевич наезжает на убогую избушку», «В греках», в этюдах курганов и в рисунках «Ушкуйник» и «Зверя несёт». Первыми же большими картинами маслом стали «Утро богатырства киевского» и «Вечер богатырства киевского». Эрнст настаивал, что Рерих был первопроходцем в работе над отражением истории Отечества в изобразительном искусстве. По его мнению, возникшее при Николае I «националистическое» направление в русском искусстве было до Рериха «надуманным», «лишённым живого духа», а «порой даже враждебным к истинным памятникам прошлых лет», редким исключением Эрнст считал полотна Василия Сурикова, выделявшиеся среди общего «тяжёлого, бесплодного маскарада» русской исторической живописи того времени. В картинах «Утро богатырства киевского» и «Вечер богатырства киевского», как считал Эрнст, художник двигался в освоении исторической темы «медленными темпами» — способы выражения своих идей художник использует старые: «добрый конь», «богатырь», «гробница», «коршуны».
В 1890-е годы художник находился в поисках собственного стиля в искусстве, это нашло отражение в таких работах Н. К. Рериха этого периода, как «Пскович», «Пушкарь», «Поход». Эти полотна — результат размышлений о причинах поражений и невзгод русского народа и одновременно — размышления о его будущем. Былинный богатырский эпос давал художнику сюжетный материал для размышлений. Работы историков и изучение летописей помогали в осмыслении проблем.
В 1896 году Николай Рерих начал сотрудничать с Императорским Русским археологическим обществом, приступил к чтению лекций, проведению со слушателями выездных экскурсий. В статье «Искусство и археология» Рерих сформулировал своё отношение к синтезу науки и искусства: «При современном реальном направлении искусства и новейших идеально-реальных стремлениях значение археологии для исторического изображения растёт с каждой минутой. Для того чтобы историческая картина производила впечатление, необходимо, чтобы она переносила зрителя в минувшую эпоху: для этого художнику нельзя выдумывать и фантазировать, надеясь на неподготовленность зрителей, а в самом деле надо изучать древнюю жизнь».
Народным идеалом, как представлялось Рериху в это время, был идеал святости. Святость же — одновременно, по мнению Черкасовой, символ и предостережение. Только в соединении с Небесными силами, с верой в Бога живут и побеждают русские богатыри, а разрыв связи с ними ведёт к гибели. Только восстановив эту связь, обретя снова «живое религиозное чувство Высшей Воли и Высшего смысла бытия, оживут русские богатыри и преодолеет все невзгоды Россия». На середину 90-х годов XIX века пришлась работа художника и над картиной «Вечер богатырства киевского» (второе название — «Как перевелись богатыри на Руси»).

### Работа над полотном
Некоторые искусствоведы рассматривали картину как часть большого цикла. С их точки зрения, будучи студентом Академии художеств, Рерих задумал написать серию картин на тему Древней Руси. Начало было положено, по мнению доктора искусствоведения Людмилы Короткиной, двумя небольшими картинами «Утро богатырства киевского» (местонахождение этой работы в настоящее время неизвестно) и «Вечер богатырства киевского». Обе они были созданы в 1895 и 1896 годах. Ольга Черкасова также воспринимала картину «Вечер богатырства киевского» как своеобразный пролог знаменитой «Славянской симфонии» — большого цикла картин Н. К. Рериха на сюжеты и темы средневековой русской истории, хотя сам Рерих в письме Стасову от 26 февраля 1897 года, рассказывая о плане работы над «Славянской симфонией», не упоминает о «Вечере богатырства киевского». Валентина Князева утверждала, что Рерих задумал так и не осуществлённую серию картин под названием «Как перевелись богатыри на Руси», в которую должны были войти написанные художником две картины «Утро богатырства киевского» и «Вечер богатырства киевского». В замыслах остались предназначенные для этого цикла картины «Илья Муромец» и «Садко».
В «Перечне произведений Н. К. Рериха в хронологическом порядке в связи с обозначением некоторых сведений из жизни художника», опубликованном в сборнике «Рерих», вышедшем в Петрограде в 1916 году, упоминается два варианта картины «Вечер богатырства киевского». Первый был создан художником в 1895 году и на тот момент находился в коллекции супруги художника Елены Рерих (он обозначен в перечне как «акад[емический]. эск[из].»). Второй вариант относится перечнем к 1896 году. Владелец его был неизвестен составителю.
Рерих писал в дневнике, что в процессе работы над первоначальным вариантом картины «Как перевелись богатыри на Руси» ему сложно давалась связь фигур и пейзажа, ритм композиции: «Сперва у меня небесная сила сыпалась из разверзнутых небес, потом она шла по земле, а на небе играла зарница, а теперь зарница исчезла и на её месте шалый закат. Хочется мне ужасно сделать его поблагоприличнее». 10 марта 1895 года он показал свой эскиз Илье Репину, который, по словам автора, «очень хвалил — цельность впечатления, настроение, но посоветовал написать новый эскиз: полосу заката сделать шире, землю темнее, войско через неё, курган ниже». Отталкиваясь от советов Репина, Николай Рерих принял решение переписать эскиз, для чего направился искать для него исторические материалы в Императорскую публичную библиотеку.
Большую роль для понимания истории Древней Руси сыграло знакомство и близкое общение Рериха с Владимиром Стасовым, который руководил в библиотеке художественным отделом. Далеко не все современники художника по достоинству оценили интерес молодого художника к былинным сюжетам. Рерих в одном из писем Стасову писал: «При мне говорят, что заниматься родным эпосом может только ограниченный человек: ведь это меня хотели обидеть, конечно».
Осенью 1897 года Рерих и ряд его товарищей по классу Архипа Куинджи представили свои картины Совету Академии художеств (у Рериха это были полотна «Гонец. Восстал род на род», которая на выставке называлась «Славяне и варяги», «Утро богатырства киевского» и «Вечер богатырства киевского» и «В греках»), но приняли решение покинуть её вслед за своим учителем. Несмотря на уход из учебного заведения, за эти три картины в 1897 году Рерих (как и другие «протестанты», по выражению Эрнста) был удостоен звания художника (диплом об окончании Академии он получил только в 1898 году, сдав теоретические дисциплины). Картина «Гонец» была приобретена меценатом и предпринимателем П. М. Третьяковым для своей коллекции, но академической награды, на которую рассчитывал художник — командировки за границу, — ему получить не удалось, как и другим участникам студенческой забастовки. В 1898 году Куинджи за свой счёт повёз четырнадцать своих учеников в путешествие по Германии, Австро-Венгерской империи и Франции, но Рериха среди них не было, так как он должен был сдавать выпускные экзамены в университете.

### Картина в коллекции музея-усадьбы Н. К. Рериха
Картина «Вечер богатырства киевского» исполнена маслом по холсту, её размер — 78 × 137 см (по другим данным — 78 × 138 см). Слева внизу на лицевой стороне имеется подпись: «Н. Рерихъ». В настоящее время находится в коллекции и экспозиции Музея-усадьбы Н. К. Рериха (инв. ДОМЛО / КП-3809). Известно, что в 1978 году картина находилась в Ленинграде в частном собрании А. М. Аронова.

## Сюжет и его трактовка художником

### Литературная основа полотна
Сюжет полотна, по словам самого автора, связан с древним киевским богатырским эпосом, одна из былин которого повествовала о том, как богатыри в порыве самонадеянности вступили в бой с силой небесной, испугались её, обратились в бегство и окаменели. Он излагается в былине «Отчего перевелись богатыри на Святой Руси» (другие названия — «С каких пор перевелись витязи на Святой Руси», «С каких пор перевелись богатыри на Святой Руси»; «Отчего перевелись витязи на святой Руси», «Мамаево побоище»). Она была записана Л. А. Меем в Сибири от сибирского казака Ивана Андреева в 1840 году, а в 1862 — опубликована П. В. Киреевским в четвёртом томе его «Песен».
В анонимной статье в журнале «Всемирная иллюстрация» высказывалась версия, что картина «Вечер богатырства киевского» была эскизом так и не осуществлённой фрески «Вечер богатырства киевского». Эта ранняя по времени, посвящённая картине Рериха, публикация 1897 года (там и была впервые опубликована чёрно-белая репродукция этой картины, рисунок А. Курбатова, автотипия Эдуарда Гоппе) воспринимала былину, лежащую в основе её сюжета, как значительно более позднее произведение в сравнении с другими былинами Владимирова цикла. По мнению автора публикации, она отразила реалии вторжения в Восточную Европу передовых войск Чингисхана в 1223 году. До татар русские войска имели дело с половцами и другими, сравнительно слабыми, кочевыми народами Востока. Постоянные победы над ними должны были породить самоуверенность. Эту самонадеянность, выражают слова Алёши Поповича в былине: «…Подавай нам силу хоть небесную; Мы и с тою силой, братцы, справимся…». По мнению коллективных анонимных авторов былины, за это наступает немедленная расплата. Бог ниспосылает двух грозных воителей, которые будучи разрублены пополам, только удваиваются числом и, наконец, наступают такой несметной ратью, что после трёх дней и трёх часов битвы: «Испугалися могучие богатыри, Побежали… и окаменели».

### Образный строй картины
На картине Рериха изображён ландшафт, характерный для Ижорской возвышенности, где находится усадьба Извара, место, где художник работал над картиной. Кандидат искусствоведения Валентина Князева связывала увеличение роли пейзажа в исторических полотнах Рериха с 1895 года с переходом художника в этом году в мастерскую Архипа Куинджи, который, по её выражению, разбудил в нём дар пейзажиста. Пейзаж с этого времени стал «компонентом содержания его произведений и основным источником настроения». На дальнем плане изображено охваченное огнём солнца небо, на ближнем от зрителя плане — богатыри, потерпевшие поражение в борьбе с неведомой силой. Лишь один из них изображён на коне, низко опустившем голову, и в шлеме, хотя его меч уже лежит на земле. К нему приближается стая воронов. Рядом — либо камни, либо превратившиеся в них и упавшие с коней воины (по мнению автора статьи во «Всемирной иллюстрации», автор придал им сходство с «каменными бабами»). Вдали художник изобразил бегущего пешего воина, а за ним — ещё продолжающуюся битву. В вечернем сумраке сверкает оружие, поднимается пыль, вьются вороны. По мнению Ольги Черкасовой, картина передаёт отчаяние перед неведомой и мрачной силой. В первом варианте художник изобразил небесных воинов, но затем передал их присутствие через огненный закат солнца и напряжение пейзажа.
Внимание автора сосредоточено на фигуре одного из героев — «матёрого богатыря, вскочившего на бугор и почувствовавшего, что силы его оставляют». Он, чувствуя смерть, склоняется к шее своего коня, не имея сил даже отогнать ворона, севшего к нему на шлем. Ещё один ворон каркает рядом. Копыта коня уже окаменели, и он тщетно пытается оторвать их от земли. На горизонте художник изобразил курганы, над которыми «царствует величавая багровая заря, придающая эскизу особый характер и настроение». Людмила Короткина отмечала, что в «Вечере богатырства киевского» молодому художнику особенно был интересен эффект сопоставления тёмных силуэтов фигур и вечернего освещения.
В своей небольшой монографии о творчестве Рериха художник и искусствовед А. А. Ростиславов отмечал, что несмотря на отдельные оригинальные черты картин, входящих в диптих, творческая манера Николая Рериха тогда ещё не сформировалась. Полотна мастера исторической и фольклорной живописи Василия Васнецова в это время пользовались настолько широким успехом, что в картинах «Утро богатырства киевского» и «Вечер богатырства киевского» художественные критики пытались увидеть признаки его влияния. Ростиславов писал, что на самом деле «богатырские картины» Васнецова появятся только в 1899 году, а диптих был написан ещё в 1896 году, его стиль весьма далёк от васнецовского. По его мнению, гораздо больше оснований говорить о влиянии на эти картины таких художников, как Михаил Врубель, Аксели Галлен-Капелла и Михаил Нестеров, с работами которых Рерих познакомился во время поездки на Нижегородскую Всероссийскую выставку в 1896 году. Это влияние он видел в стилизации и красочности картин молодого художника.
Исследователи творчества Рериха Павел Беликов и Валентина Князева также отмечали, что в живописном отношении полотна «Утро богатырства киевского» и «Вечер богатырства киевского» не отличались оригинальностью, однако, по их мнению, оба произведения имели для самого художника чрезвычайно большое значение, так как он «почувствовал себя в силах приступить к написанию целой серии картин на тему „Начало Руси. Славяне“».